# 5-та дивізія (Японська імперія)
П'ята дивізія Імперської армії Японії (яп. 大日本帝国陸軍第五師団) — піхотна дивізія Імперської армії Японії.
Сформована 1888 року у Хіросімі, Японія. Брала участь у першій японсько-китайській війні, японсько-російській війні, маньчжурському інциденті, сибірському поході, другій японсько-китайській війні та війні на Тихому океані. Розформована 1945 року в зв'язку з капітуляцією Японської імперії у Другій світовій війні
Також відома як дивізія «Коропи», назва якої походить від Хіросімського замку, так званого «замку коропів».

## Історія
5-та дивізія ІАЯ сформована 14 травня 1888 року на основі Хіросімського гарнізону, заснованого 1873 року. Вона була однією з шести найстаріших армійських підрозділів Японії. До складу дивізії входили вихідці з регіону Тюґоку Західної Японії — префектур Хіросіма, Ямаґуті та Сімане. Головний штаб знаходився в Японії, в місті Хіросіма.
- Японсько-китайська війна (1894–1895)

29 червня 1894 року 5-та дивізія увійшла до складу змішаної бригади генерал-майора Осіми Йосімаси і була відправлена на фронт однією з перших. Ця бригада вступила в битву з китайськими військами імперії Цін на півдні Сеулу, в Кореї. Бій, який була першим зіткненням японських військ з іноземними після реставрації Мейдзі, тривав один день і завершився перемогою японців. Після цього дивізія у складі бригади Осіми брала участь в взятті Пхеньяну, переправі через річку Ялу і боях за порт Нючжан.

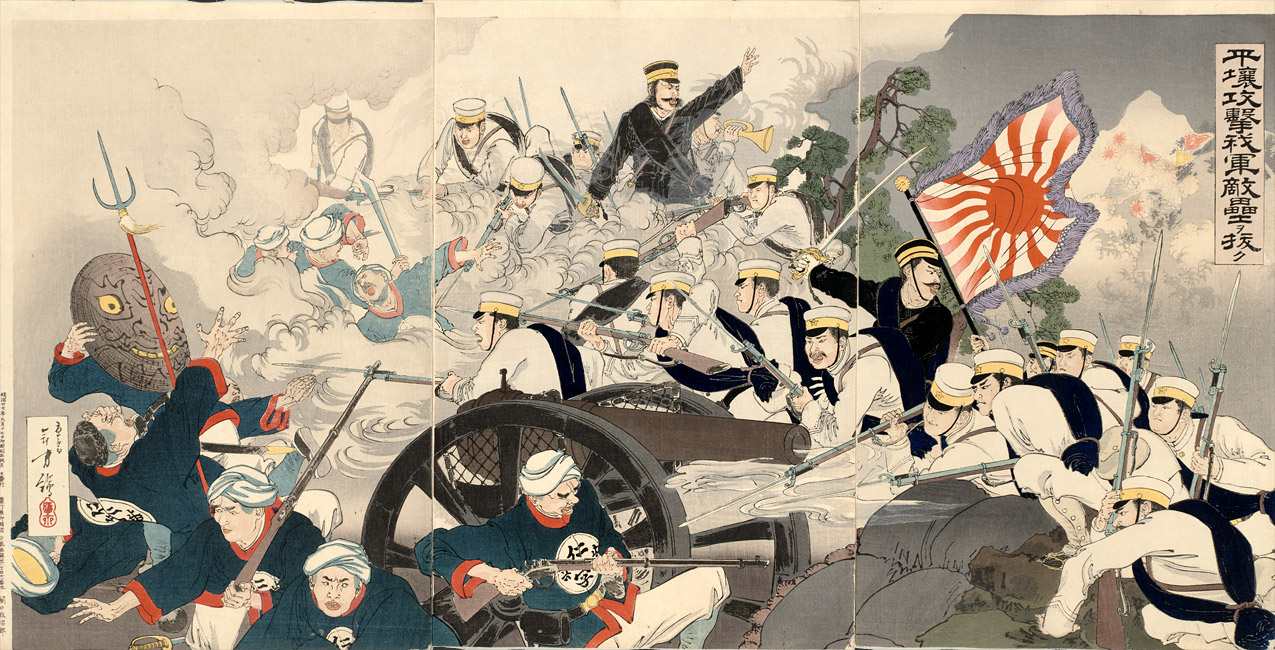
Битва за Пхеньян.

Під час повстання боксерів у Китаї 1900 року 5-та дивізія була основним військовим підрозділом 8 військових контингентів союзних держав, що брали участь у придушенні китайських бунтарів.
- Японсько-російська війна (1904–1905) і Сибірський похід (1919)

У 1904 році 5-та дивізія була прикріплена до 4-ї армії. З 24 серпня по 3 вересня вона брала участь у переможній битві при Лаояні, з 5 по 17 жовтня 1904 року — у битві на річці Шахе, яка завершилась нічиєю, а з 20 лютого по 10 травня 1905 року — у битві при Мукдені, що увінчалася перемогою Японії.
Після підписання Портсмутського миру з Російською імперією, з 1911 по 1913 роки «хіросімські коропи» розквартировувалась в Маньчжурії.
1919 року 5-та дивізія взяла участь в антибільшовицькому визвольному поході на Сибір.
- Японсько-китайська війна (1937–1945)

27 липня 1937 року 5-та дивізія увійшла до складу японського Китайського гарнізону і вступила в Північний Китай. 31 серпня Китайський гарнізон було ліквідовано, а замість нього постав Північнокитайський фронт. 5-та дивізія перейшла в пряме підпорядкування цього фронту і брала участь в боях при Чахарі і захопленні міста Тайюань. 30 березня 1938 року вона увійшла до складу 2-ї армії і була кинута в битву за Сюйчжоу.
19 вересня 1938 року 5-ту дивізію перевели в підпорядкування 21-ї армії для участі в завоюванні провінції Ґуандун у Південному Китаї. 29 листопада Хіросімський підрозділ перекинули знову до Північного Китаю, до складу 12-ї армії.
16 жовтня 1939 року 5-ту дивізію вдруге перевели на китайський південь, прикріпивши до 21 армії, а після ліквідації останньої 9 лютого 1940 року, передали 22-й армії і відрядили на завоювання французької Індонезії.
- Війна на Тихому океані (1941–1945)

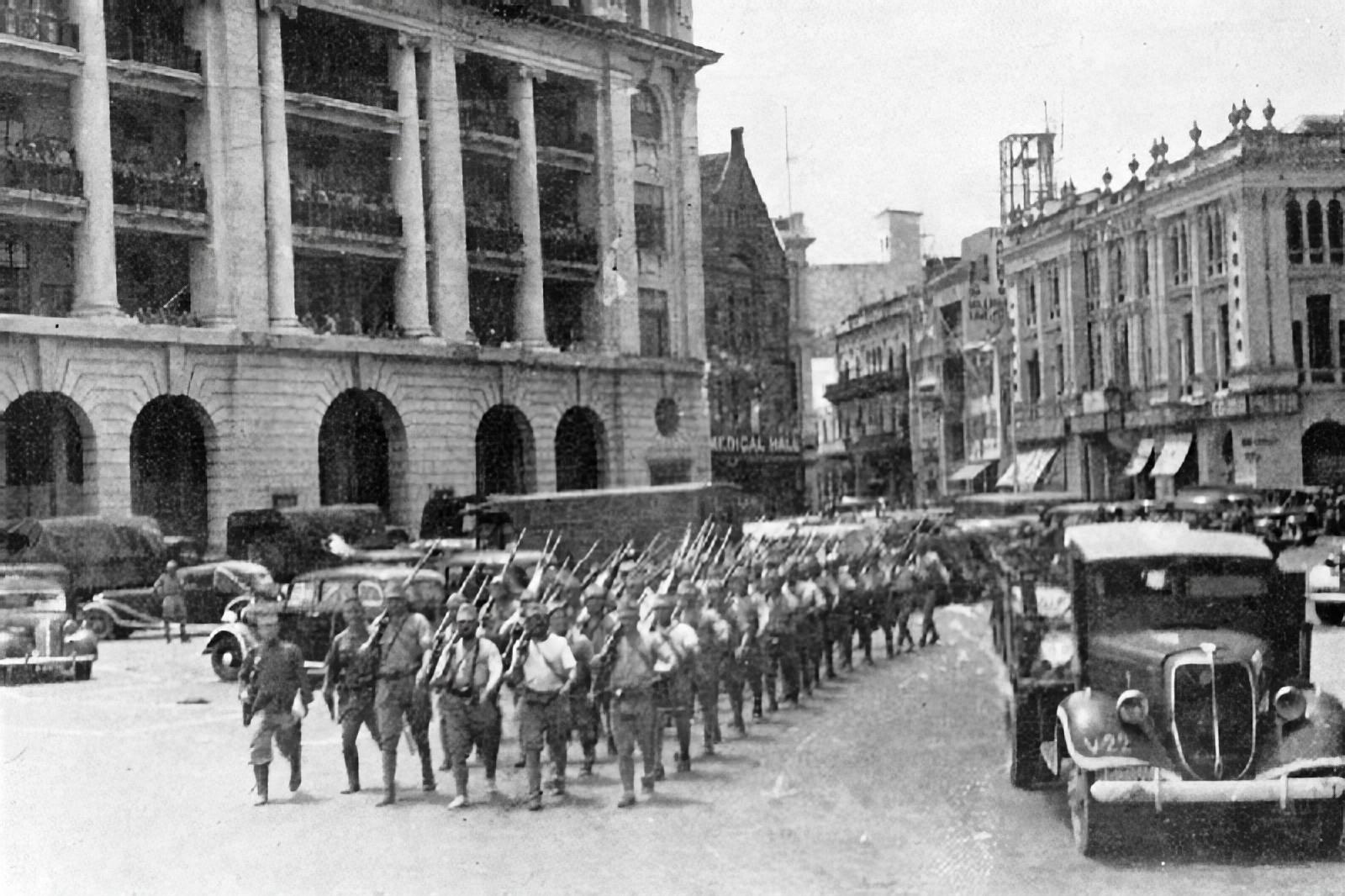
Японські війська вступають в Сінґапур.

12 жовтня 1940 року, перед початком війни на Тихому океані, 5-та дивізія перейшла у пряме відомство Генерального штабу Збройних сил Японії і разом з 5-ю авіаційною групою проводила навчання з висадки на острові Кюсю. 6 листопада 1941 року дивізія увійшла до складу 25-ї армії під командуванням генерал-лейтенанта Ямашіти Томоюкі і взяла участь у кампанії з завоювання Південно-Східної Азії.
8 грудня 1941 року «хіросімські коропи» блискавично висадилися в Таїланді, звідки рушили на визволення колонізованої британцями Малайзії. 11 січня 1942 року 5-та дивізія визволила Куала-Лумпур, а з 8 лютого по 15 лютого 1942 року вибила колонізаторів з Сінґапуру.
Після цього вона допомагала у захопленні Філіппін, а до її складу були приєднані 9 піхотна бригада з 41-м піхотним полком.
З січня 1943 року 5-та дивізія підпорядковувалась 19-ї армії, а після ліквідації останньої 28 лютого 1945 була інкорпорована до 2-ї армії 8-го фронту.
Свій бойовий шлях дивізія скінчила на острові Серам в Індонезії. Дізнавшись про капітуляцію Японії по радіо, 15 серпня 1945 року дивізійний командир Ямада Сейіті вчинив самогубство.

## Структура
На 1888 рік:
- 11-й піхотний полк
- 21-й піхотний полк
- 42-й піхотний полк
- 5-й полк для спеціальних операцій
- 5-й полк польової артилерії
- 5-й інженерний полк
- 5-й транспортний полк

На 1942 рік:
- 9-та піхотна бригада

- 11-й піхотний полк
- 41-й піхотний полк

- 21-ша піхотна бригада

- 21-й піхотний полк
- 42-й піхотний полк

- 5-й полк гірської артилерії
- 5-й кавалерійський полк
- 5-й інженерний полк
- 5-й транспортний полк

З 1940 року 5-та дивізія була моторизована і мала в своєму складі 500 вантажних машин для перевезення артилерії. Частина особового складу мала мотоцикли, решта — велосипеди.
На 1945 рік:
- 11-й піхотний полк
- 21-й піхотний полк
- 42-й піхотний полк
- 5-й полк для спеціальних операцій
- 5-й полк польової артилерії
- 5-й інженерний полк
- 5-й транспортний полк
- Батальйон зв'язку
- Батальйон обслуговування зброї
- Санітарний батальйон
- 2-й польовий шпиталь
- 4-й польовий шпиталь
- 2-й польовий шпиталь
- Бухгалтерський батальйон

## Командири
|    | Українською       | Японською  | Звання            | Термін                  |
| 1  | Нодзу Доґан       | 野津道貫   | генерал-лейтенант | 14.05.1888 — 29.11.1894 |
| 2  | Оку Ясуката       | 奥保鞏     | генерал-лейтенант | 29.11.1894 — 14.10.1896 |
| 3  | Ямаґуті Мотоомі   | 山口素臣   | генерал-лейтенант | 14.10.1896 — 17.03.1904 |
| 4  | Уеда Арісава      | 上田有沢   | генерал-лейтенант | 17.03.1904 — 02.11.1904 |
| 5  | Кіґосі Ясуцуна    | 木越安綱   | генерал-лейтенант | 02.11.1904 — 03.09.1909 |
| 6  | Отані Кікудзо     | 大谷喜久蔵 | генерал-лейтенант | 03.09.1909 — 24.05.1915 |
| 7  | Охара Цуто        | 小原伝     | генерал-лейтенант | 24.05.1915 — 06.08.1917 |
| 8  | Фукуда Масатаро   | 福田雅太郎 | генерал-лейтенант | 06.08.1917 — 10.10.1918 |
| 9  | Ямада Рюїті       | 山田隆一   | генерал-лейтенант | 10.10.1918 — 18.03.1919 |
| 10 | Судзукі Сороку    | 鈴木荘六   | генерал-лейтенант | 18.03.1919 — 15.06.1921 |
| 11 | Ямада Рікуцуй     | 山田陸槌   | генерал-лейтенант | 15.06.1921 — 06.08.1923 |
| 12 | Кісімото Сікатаро | 岸本鹿太郎 | генерал-лейтенант | 06.08.1923 — 28.07.1926 |
| 13 | Макіта Цуюкі      | 牧達之     | генерал-лейтенант | 28.07.1926 — 10.08.1928 |
| 14 | Хараґуті Хацутаро | 原口初太郎 | генерал-лейтенант | 10.08.1928 — 01.08.1930 |
| 15 | Терауті Хісаїті   | 寺内寿一   | генерал-лейтенант | 01.08.1930 — 09.01.1932 |
| 16 | Ніномія Сіґехару  | 二宮治重   | генерал-лейтенант | 09.01.1932 — 05.03.1934 |
| 17 | Коісо Куніакі     | 小磯國昭   | генерал-лейтенант | 05.03.1934 — 02.12.1935 |
| 18 | Хаясі Кацура      | 林桂       | генерал-лейтенант | 02.12.1935 — 01.03.1937 |
| 19 | Ітаґакі Сейсіро   | 板垣征四郎 | генерал-лейтенант | 01.03.1937 — 25.05.1938 |
| 20 | Андо Рікіті       | 安藤利吉   | генерал-лейтенант | 25.05.1938 — 09.11.1938 |
| 21 | Імамура Хітосі    | 今村均     | генерал-лейтенант | 09.11.1938 — 09.03.1940 |
| 22 | Накамура Акето    | 中村明人   | генерал-лейтенант | 09.03.1940 — 15.10.1940 |
| 23 | Мацуї Такуро      | 松井太久郎 | генерал-лейтенант | 09.03.1940 — 11.05.1942 |
| 24 | Ямамото Цукаса    | 山本務     | генерал-лейтенант | 11.05.1942 — 02.10.1944 |
| 25 | Ямада Сейіті      | 山田清一   | генерал-лейтенант | 02.10.1944 — 15.08.1945 |
| 26 | Коборі Кіндзьо    | 小堀金城   | генерал-майор     | 15.08.1945              |